# Cheirodontinae
Die Cheirodontinae sind eine Unterfamilie der Salmlerfamilie Characidae. Sie kommt in Mittel- und Südamerika von Costa Rica bis in das nördliche Argentinien und auf Trinidad vor.

## Merkmale
Die Cheirodontinae sind sehr kleine Fische, die nur zwei bis sechs Zentimeter lang werden. Zu ihren charakteristischen Merkmalen gehört eine in der Schulterregion, am Vorderteil der Schwimmblase angrenzende muskulöse, durchsichtige, meist dreieckige Zone, das Pseudotympanum. Es ist bei vielen jungen Salmlern anzutreffen, aber nur bei den Cheirodontinae noch beim ausgewachsenen Tier vorhanden und dient wahrscheinlich neben dem Weberschen Apparat als weiterer Resonanzkörper. Die Zähne stehen in einer Reihe im Kiefer und sind konisch, dreispitzig oder handförmig, an der Basis schmal und oben mehrspitzig und breit. An der Unterseite des Schwanzflossenstiels befinden sich kleine Dornen (Interhämalstacheln). Sie sind bei den Männchen stärker ausgeprägt.

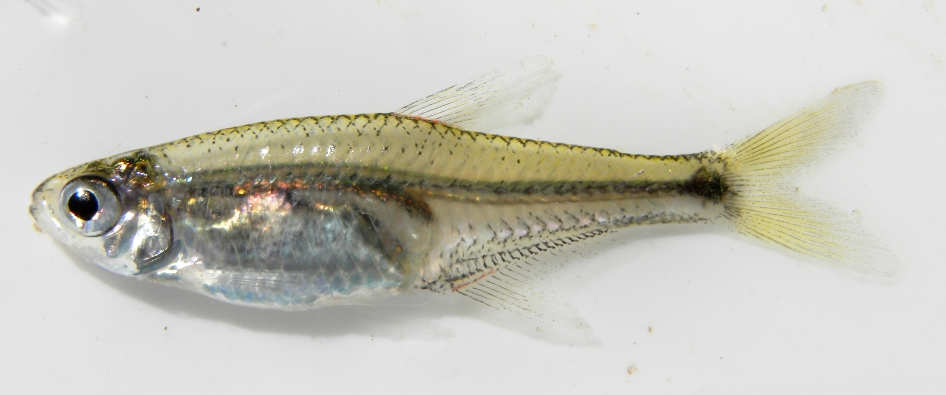
Heterocheirodon yatai

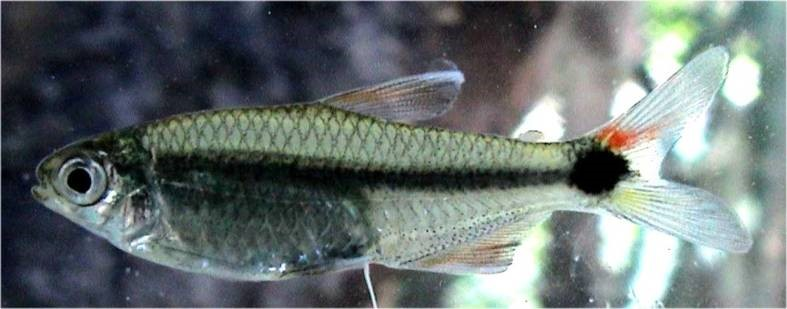
Saccoderma hastata

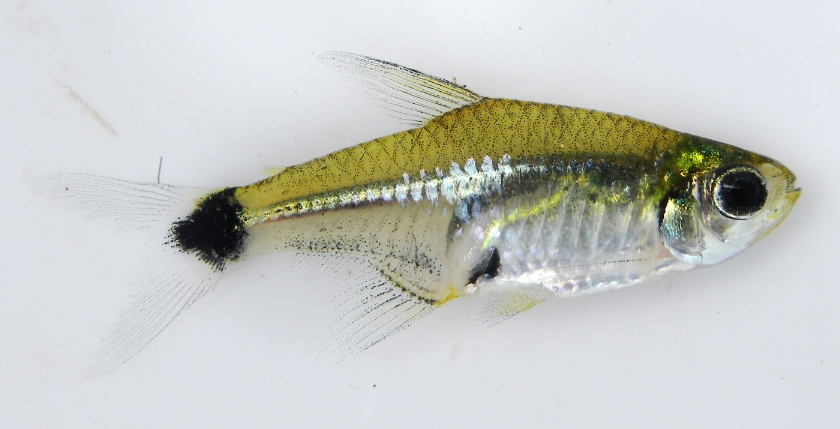
Serrapinnus kriegi

Die Arten der Gattungen Acinocheirodon, Compsura, Kolpotocheirodon, Macropsobrycon und Saccoderma (Tribus Compsurini) verfügen über eine innere Befruchtung, bei den übrigen Gattungen blieb es bei einer äußeren Befruchtung.

## Gattungen
- Acinocheirodon Malabarba & Weitzman, 1999
- Aphyocheirodon Eigenmann, 1915
- Cheirodon Girard, 1855
- Cheirodontops Schultz, 1944
- Compsura Eigenmann, 1915
- Ctenocheirodon Malabarba & Jerep, 2012
- Heterocheirodon Malabarba, 1998
- Kolpotocheirodon Malabarba & Weitzman, 2000
- Macropsobrycon Eigenmann, 1915 (in part)
- Nanocheirodon Malabarba, 1998
- Odontostilbe Cope, 1870
- Protocheirodon Vari et al., 2016
- Pseudocheirodon Meek & Hildebrand, 1916
- Saccoderma Schultz, 1944
- Serrapinnus Malabarba, 1998